# Arno Motschmann
Arno Motschmann (* 1911) war ein deutscher Fußballspieler, der für den FC Bayern München aktiv war und mit ihm vier Titel gewann.

## Karriere
Motschmann gehörte dem FC Bayern München von 1929 bis 1932 als Stürmer an. In den vom Süddeutschen Fußball-Verband organisierten Meisterschaften bestritt er in seiner Premierensaison fünf Punktspiele in der Bezirksliga Bayern, Gruppe Südbayern. Sein Debüt am 27. Oktober 1929 (9. Spieltag) beim 6:1-Sieg im Auswärtsspiel gegen den Ulmer FV 94 krönte er sogleich mit seinem ersten Tor, dem Treffer zum Endstand. Er bestritt vier weitere Punktspiele in Folge, wobei ihm in seinem insgesamt vierten am 1. Dezember 1929 beim 3:1-Sieg im Auswärtsspiel gegen den TSV 1860 München mit dem Treffer zum 2:1 in der 61. Minute sein zweites Tor gelang. Mit dem Gewinn der Südbayerischen Meisterschaft war er mit seiner Mannschaft für die Endrunde um die Süddeutsche Meisterschaft qualifiziert. Sein einziges Endrundenspiel bestritt er am 16. März 1930 (10. Spieltag) bei der 0:1-Niederlage bei Wormatia Worms; des Weiteren wurde er in einem Freundschaftsspiel eingesetzt.
In der Folgesaison kam er lediglich in vier Endrundenspielen um die Süddeutsche Meisterschaft zum Einsatz: Am 8. Februar 1931 (4. Spieltag) beim 5:1-Sieg im Heimspiel gegen den FV Union Böckingen, am 12. April 1931 (10. Spieltag) beim 2:0-Sieg im Auswärtsspiel gegen die SpVgg Fürth, am 19. April 1931 (11. Spieltag) beim 2:0-Sieg im Heimspiel gegen den Karlsruher FV und am 3. Mai 1931 (13. Spieltag) bei der 1:2-Niederlage im Auswärtsspiel gegen Eintracht Frankfurt. Des Weiteren erzielte er ein Tor in acht Freundschaftsspielen.
In seiner letzten Saison erzielte er in neun Bezirksligaspielen ebenso viele Tore, wobei ihm am 9. August 1931 (1. Spieltag) beim 5:1-Sieg im Auswärtsspiel gegen den 1. SSV Ulm 1928 drei Tore zum 1:0, 2:1 und 4:1 in der 14., 39. und 62. Minute gelangen wie auch am 20. September 1931 (7. Spieltag) beim 4:2-Sieg im Auswärtsspiel gegen den SSV Jahn Regensburg mit den Toren zum 1:0, 2:0 und 3:1 in der fünften, zwölften und 38. Minute. Mit dem erneuten Gewinn der Südbayerischen Meisterschaft nahm er mit seiner Mannschaft auch an der Endrunde um die Süddeutsche Meisterschaft teil und kam einzig am 17. Januar 1932 (2. Spieltag) bei der 2:6-Niederlage im Heimspiel gegen den 1. FC Pforzheim zum Einsatz. Als unterlegener Finalist um die Süddeutsche Meisterschaft 1932 war er mit dem FC Bayern München dennoch als Teilnehmer an der Endrunde um die Deutsche Meisterschaft qualifiziert, konnte jedoch im Achtel-, Viertel- und im Halbfinale sowie im erfolgreichen Finale nicht mehr zum Einsatz kommen, da er bereits im April in Mülhausen debütiert hatte.
Denn zur Saison 1932/33 wechselte er zum französischen Erstligisten FC Mulhouse, mit dem er nach der ersten Austragung des französischen Profifußballs als Letztplatzierter der Gruppe A in die Division 2 absteigen musste und die Gruppe Nord am Saisonende als Drittplatzierter abschloss. Mit der Zulassung der ab der Saison 1933/34 professionalisierten Zweitligamannschaften zur Teilnahme am nationalen Vereinspokal, kam Motschmann auch in diesem Wettbewerb zum Einsatz und erzielte ein Tor.
Seit der Saison 1934/35 dem Zweitligisten US Valenciennes-Anzin angehörig, kam er für diesen in seiner ersten Saison in 19 der 26 Punktspiele zum Einsatz, erzielte dabei an der Seite der beiden polnischstämmigen späteren französischen Nationalspieler Ignace und Waggi insgesamt 14 Tore und trug damit maßgeblich zum Aufstieg in die höchste Spielklasse bei. Nach nur einer Erstligasaison stieg er mit der Mannschaft als Tabellenvorletzter ab. Motschmann absolvierte eine weitere Saison für die Mannschaft (für die er in vier Pokalspielen fünf Tore erzielte), bevor er mit Beginn der Folgesaison zum Ligakonkurrenten FC Mulhouse zurückkehrte und diesem zwei weitere Spielzeiten in dieser Spielklasse angehörte. 1938/39 kam er nochmals im nationalen Vereinspokal zum Einsatz.

## Erfolge
- Deutscher Meister 1932
- Zweiter der Süddeutschen Meisterschaft 1932
- Südbayerischer Meister 1930, 1931, 1932